# Elsa Canchaya
Elsa Victoria Canchaya Sánchez (Lima, 17 de noviembre de 1966) es una abogada, notaria y política peruana. Fue congresista de la República por Junín desde julio del 2006 hasta marzo del 2007 tras ser destituida del parlamento.

## Biografía
Nació en Lima. el 17 de noviembre de 1966.
Entre 1984 y 1990 cursó sus estudios superiores de Derecho en la Universidad de Lima obteniendo el título de Abogada. Desde el año 1996 obtuvo la credencial para ser notaria de la provincia de Huancayo, desempeñando esa función hasta la actualidad.

## Vida política
Entre el año 2004 y el 2007 fue miembro del Partido Popular Cristiano.

### Congresista por Junín
Postuló por la Alianza Unidad Nacional como candidata al Congreso de la República representando a Junín en las elecciones generales del 2006 donde obtuvo la representación con 20,775 votos para el periodo parlamentario 2006-2011.

#### Polémica por asesora
En el año 2007, durante su gestión, se informó una nota periodística de que Canchaya había contratado como asesora de su despacho congresal a su empleada del hogar Jacqueline Simón. Esta denuncia generó que fuera suspendida del ejercicio congresal en marzo del 2007, siendo reemplazada por su accesitario Hildebrando Tapia, y denunciada penalmente por el delito de nombramiento ilegal para ejercer cargo público en agravio del Estado. Tras ser condenada penalmente en el año 2010 e inhabilitada para el ejercicio de función pública por tres años, el año 2012 el Ministerio de Justicia canceló su credencial como notaria.
El año 2013, el Tribunal Constitucional resolvió un habeas corpus presentado por Canchaya y anuló la sentencia condenatoria en su contra, rehabilitándola civil mente y, también para el ejercicio de función pública. En consecuencia de ello, el año 2015, el Ministerio de Justicia, le restituyó su credencial como notaria de la provincia de Huancayo